# 나카사와역
나카사와역(일본어: 中沢駅)은 일본 아오모리현 아오모리시에 위치한 동일본 여객철도 쓰가루 선의 철도역이다. 단선 · 섬식의 형태를 합친 2면 3선 구조의 복합 승강장을 갖춘 지상역이다.

## 타는 곳
| 1 | ■ 쓰가루 선 | 상행 | 아오모리 방면                            |
| 2 | ■ 쓰가루 선 |      | (아침 가니타 행 1대와 밤 아오모리 1대만) |
| 3 | ■ 쓰가루 선 | 하행 | 가니타 · 민마야 방면                     |

## 이용 현황
| 승차 인원 추이 | 승차 인원 추이 |
| 연도           | 1일 평균       |
| -------------- | -------------- |
| 1988           | 135            |
| 1993           | 108            |
| 1998           | 70             |
| 2001           | 68             |
| 2004           | 69             |

## 역 주변
- 국도 제280호선

## 인접 역
| 쓰가루 선                | 쓰가루 선   | 쓰가루 선            |
| ------------------------ | ----------- | -------------------- |
| 우시로가타 아오모리 방면 | ■ 쓰가루 선 | 요모기타 민마야 방면 |